# Velika Trepča
Velika Trepča är ett vattendrag i Kroatien. Det ligger i den centrala delen av landet, 40 km söder om huvudstaden Zagreb.